# Più verde del previsto
Più verde del previsto (titolo orig. Greener Than You Think) è un romanzo di Ward Moore di genere fantascientifico apocalittico pubblicato nel 1947 negli Stati Uniti. 

## Trama
Albert Weener, in cerca di un lavoro, incontra la scienziata Francis che gli offre di testare una sua scoperta che servirebbe a cambiare il DNA delle graminacee in modo che possano usare e consumare molte più sostanze nutritive del normale e produrre molto più. Weener, accettando di malavoglia il lavoro, finisce per usare la sostanza (il Metamorphizer) su un giardino incolto. La pianta che viene annaffiata, un'erbaccia comune, il Cynodon dactylon, inizia una crescita incredibilmente veloce e l'erba si dimostra resistente a ogni arma usata contro di essa, dai lanciafiamme agli esplosivi.
Col passare dei mesi l'erba copre ettari di terreno, paesi e infine Stati. Nel frattempo Weener, che sembra del tutto indifferente alla propria responsabilità nel problema, riesce quasi per sbaglio e sfruttando il suo amore per il denaro e insensibilità (che è l'unico a non vedere), a diventare proprietario di una fabbrica di cibi in scatola.
Il tempo passa: l'erba copre continenti interi e nel frattempo Weener diventa incredibilmente ricco e potente, sempre più arrivista e spregiudicato non accorgendosi o non interessandosi dei disastri che il proliferare dell'erba sta producendo nel mondo. Alla fine l'erba ricoprirà ogni cosa, uccidendo qualsiasi altra forma di vita e Weener si troverà in mezzo al mare, nel suo yacht personale insieme alla scienziata Francis che sembra finalmente aver trovato la cura ultima e definitiva. Ma sullo yacht spunta un verde filo d'erba.

## Edizioni italiane
- Più verde del previsto, traduzione di Marco e Dida Paggi, Collana Urania n.875, Milano, Arnoldo Mondadori Editore, febbraio 1981,  p. 200.[1][2] - Collana Urania Collezione n.262, Mondadori, novembre 2024, ISBN 977-17-216-4236-7.